# World Trigger
World Trigger (ワールドトリガー, Wārudo Torigā, lit. Gatilho do Mundo), também conhecido pela forma abreviada WāTori (ワートリ), é uma série de mangá Japonesa escrita e ilustrada por Daisuke Ashihara. Uma adaptação em anime foi anunciada no dia 27 de Maio de 2014,
 e começou a ser exibida em Outubro de 2014. No dia 8 de Julho, foi revelado que a adaptação em anime seria produzida pela Toei Animation. No Brasil, World Trigger é transmitido através do Crunchyroll. Atualmente devido as condições de saúde do autor não serem muito boas, World Trigger acabou por ter constantes hiatos na revista semanal, o que fez a série ser migrada de revista assim como várias outras obras da editora, é atualmente World Trigger tem sido publicado na Jump SQ, uma revista mensal da Jump.

## Enredo
Na Cidade Mikado (三門市, Mikado-shi) , um portal para outro mundo (gate)  se abre trazendo com elas criaturas de outro mundo (posteriormente chamados de "Neighbors" ("Vizinhos") (近界民（ネイバー）, Neibā, lit. "Pessoas do Mundo Próximo") ). devido à tecnologia da Terra não funcionar contra eles, um desastre cai sobre a cidade de Mikado. Depois de um tempo um grupo misterioso surge, e começa a combater os Neighbors. Se auto-intitulando de Agência de Defesa "Border" ("Fronteira"), com um sistema de defesa contra os Neighbors. Desde então, apesar dos Neighbors ainda emergirem do portal, as pessoas da Cidade de Mikado estavam vivendo normalmente e estável após este evento .
A história se desenrola quatro anos e meio após o portal ser aberto pela primeira vez.

## Personagens

### Personagens principais
Yūma Kuga ( Idle Youzhen , Kuga Yūma ) Dublado por: Junko Minagawa (vomic), Tomo Muranaka (anime) (japonês); Cathy Weseluck (Inglês)  Vindo do Mundo Vizinho, tem uma atitude descontraída e não conhece muito bem os costumes japoneses, o que o leva a confusões com as pessoas erradas. Quando ele tinha 11 anos, ele e seu pai Yūgo Kuga (空閑 有 吾, Kuga Yūgo ) estavam em uma guerra no mundo vizinho, emprestando seu poder a um velho amigo de seu pai. Em uma ocasião em que seu pai lhe disse para não segui-lo, Yūma desobedeceu a seu pai, entrando sorrateiramente na batalha, o que causou sua morte. Seu pai, encontrando seu filho moribundo, sacrificou sua vida para criar um Gatilho Negro (黒 (ブ ラ ッ ク) ト リ ガ ー, Burakku Torigā )para reviver Yūma. O corpo de Yuma está selado em um anel que também contém seu gatilho preto e ele recebeu um corpo feito de trion. Seu guardião, Replica, disse a ele para ir ao mundo humano e ver se Border poderia encontrar uma cura para sua condição (embora ele quisesse trazer seu pai de volta ao invés), apenas para descobrir que eles também não sabiam a resposta. No capítulo 33, ele se juntou oficialmente a Border como um atacante C-Rank na Unidade de Mikumo. Como ele explicou, ele é o que eles chamam de "Vizinho", e as criaturas que têm atacado o mundo humano são na verdade "Soldados Trion", drones criados para realizar diferentes tarefas. Ele recebeu o apelido de "C-Rank White Devil" ( C 級 の 白 い 悪 魔, C-kyū no Shiroi Akuma ), e nas guerras B-Rank, seu apelido se torna "Pesadelo Branco", devido ao seu cabelo branco e ferocidade na batalha. Apesar de sua aparência jovem, ele tem 15 anos. Ele é um atacante que usa o Escorpião para lutar nas Guerras de Classificação. Ele também possui um efeito colateral que o permite determinar com precisão quando uma pessoa está mentindo.

Mikumo Osamu ( Osamu Mikumo , Mikumo Osamu )  Dublado por: Ryōta Ōsaka (vomic), Yūki Kaji (anime) (japonês); Brian Doe (Inglês)  Um agente de fronteira com baixo nível de Trion. Ele é geralmente referido como simplesmente "Quatro Olhos" por pessoas de fora da unidade Mikumo. Mais tarde, ele foi promovido para a fronteira de classificação B e mais tarde se tornou um atirador e líder da unidade Mikumo, também conhecida como Tamakoma Second (玉 狛 第 2 , Tamakoma Dai 2 ). Ele se tornou o protetor de Chika depois que seu irmão mais velho (e seu tutor) desapareceu misteriosamente, e se juntou a Border para poder protegê-la melhor, mas o examinador sugeriu que ele se tornasse um engenheiro ou operador, devido ao seu baixo trion. Incapaz de aceitar isso, ele imprudentemente tentou se infiltrar na sede da Fronteira e negociar com eles, mas quase foi atacado por um Bamster, que foi destruído por Jin. O membro do Rank S então fala com Border para aceitar Osamu como um estagiário do C-Rank. Ele fez amizade com Yūma depois que ele foi transferido para sua escola. Ele tem 15 anos. Ele é um atirador.

Chika Amatori ( Chika Amatori , Amatori Chika )  Dublado por: Nao Tamura (anime) (japonês); Caitlyn Bairstow (Inglês)  Uma garota com um nível de trion enorme, que "atrai" Soldados Trion para ela. Seu irmão Rinji e um amigo foram capturados pelo vizinho, e cansada de fugir e procurar uma maneira de resgatá-los, ela se junta a Border como um C-Rank Sniper na Unidade Mikumo. Ela propositalmente se mantém afastada dos outros porque tem medo de fazer com que sejam capturados pelos vizinhos e ela não quer se machucar. Ela também tem um efeito colateral que permite que ela sinta a presença de Soldados Trion e esconda sua presença deles. Izumi a rotulou como "Monstro Trion de Tamakoma" (玉 狛 の ト リ オ ン 怪 獣 (モ ン ス タ ー) , Tamakoma no Torion Monsutā ), devido à sua enorme quantidade de trion. No B-Rank Wars, o apelido oficial é "Super Trion Monster". Ela tem cabelo curto penteado em um corte hime, com um topete no meio. Ela tem 13 anos.

Yūichi Jin ( Yuichi Jin , Jin Yūichi )  Dublado por: Toshiki Masuda (vomic), Yūichi Nakamura (anime) (japonês); Andrew Francis (inglês)  Yūichi é um atacante solo A-Rank (originalmente S-Rank) na fronteira com poderes precognitivos. Ele é uma pessoa muito amigável e despreocupada. Ele é um autoproclamado "Talentoso Elite", mas suas habilidades e estratégias em batalha são mais do que suficientes para sustentar sua confiança. Sua mãe foi morta por vizinhos mas, apesar disso, ele não odeia vizinhos, pois já esteve no mundo vizinho e sabe que nem todos os vizinhos são maus. Foi ele quem convidou Yūma para se juntar a Border. Como o pai de Yūma, seu mentor Sōichi Mogami (最 上 宗 一, Mogami Sōichi )sacrificou sua própria vida para criar um Gatilho Negro, pelo qual Yūichi competiu, e mais tarde doou-o para que Yūma pudesse se juntar oficialmente e ser reconhecido como um agente da Fronteira pelo Quartel General. Seu efeito colateral permite que ele veja o futuro próximo, que é altamente valorizado por Border. Ele tem 19 anos de idade.

Réplica ( réplica , repurika )  Dublado por: Yūichi Iguchi (vomic), Hideyuki Tanaka (anime) (japonês); Marco Soriano (inglês)  O guardião de Yūma, criado por seu pai para proteger Yūma e ensiná-lo o certo do errado. Ele tem informações sobre vários países que Yūma e seu pai visitaram. Foi ele quem disse a Yūma para vir ao mundo humano. Replica contou a história de Osamu Yūma e pediu-lhe que desse um novo objetivo a Yūma. No final da invasão em grande escala por Aftokrator, Replica é severamente danificado. Enquanto neste estado, ele, com a ajuda de Osamu, se infiltra na nave de gatilho preto e consegue mandar a nave de volta. Embora isso tenha salvado Osuma e Chika, a réplica foi incapaz de deixar o navio. Não se sabe se ele conseguiu sobreviver ou se ainda está "vivo" ou não.
Border
Ramificação Tamakoma
O Ramo Tamakoma (玉 狛 支部, Tamakoma-shibu ) é uma facção da Fronteira que acredita que neighbor e Humanos podem ser amigos, e tem uma abordagem mais diplomática com eles. Os engenheiros da Filial Tamakoma criaram vários triggers que são muito mais poderosos do que os da sede.
Rindo Takumi ( Hayashifuji Takumi , Rindo Takumi )
Dublado por: Keiji Fujiwara [6] (japonês); Marco Soriano (inglês)
O chefe da filial de Tamakoma Branch, um homem despreocupado e amigável. Devido às suas experiências anteriores, ele aprendeu que nem todos os neighbor são inimigos da raça humana e, portanto, deseja fazer amizade com todos aqueles que são bons. Ele era aluno do pai de Yūma, que o guiou e treinou quando ele era um recém-chegado à Fronteira. Devido a isso, ele se sente em dívida com o pai de Yūma e quer dar a ele o mesmo tratamento que Yūgo deu a ele. Ele queria que Yūma se juntasse ao Ramo Tamakoma, mas Yūma recusou no início, mais tarde aceitando se juntar como parte da Unidade Mikumo.
Tamakoma First
A Tamakoma First (玉 狛 第 １ , Tamakoma Dai 1 ) é um time que é descrito como sendo o time mais forte de Border. Eles são proibidos de participar das Guerras de Classificação da Fronteira devido aos seus triggers serem considerados muito poderosos. Todos os seus combatentes são polivalentes.
Reiji Kizaki ( Rage Kizaki , Kizaki Reiji )
Dublado por: Tomoaki Maeno [6] (Japonês); Daegan Manns (inglês)
O líder da equipe. Ele tem experiência como atacante, artilheiro e atirador, e é o mentor de Chika. Ele costuma ser uma pessoa calma e séria, e costuma apontar para Kirie que ela está sendo enganada. Ele tem 21 anos.
Karasuma Kyosuke ( Kyosuke Karasuma , Karasuma Kyosuke )
Dublado por: Jun Fukuyama [7] (Japonês); Matt Ellis (inglês)
Um indivíduo divertido e arrogante, que se torna sério no combate. Ele foi mentor de Osamu e Ai. Ele gosta de provocar Kirie Konami, devido à sua credulidade. Ele tem 16 anos.
Konami Kirie ( foto de Konan paulownia , Konami Kirie )
Dublado por: Rie Kugimiya [7] (Japonês); Chiara Zanni (inglês)
Uma garota selvagem, mas crédula. Ela é muito crédula e acreditará em quase tudo que as pessoas dizem a ela. Devido a isso, as pessoas frequentemente zombam dela, principalmente Yūichi, Kyōsuke e mais tarde Yūma. Ela tem 17 anos. Com base em pesquisas de popularidade, a Konami se tornou um personagem revolucionário .
Usami Shiori ( Shiori Usami , Usami Shiori )
Dublado por: Eri Nakao [8] (Japonês); Ali DeRegt (inglês)
Uma garota nerd que é a Operadora da Tamakoma First. Ela tende a ficar muito confiante às vezes, o que irrita Yūichi. Ela também criou a "Série Yashamaru" ( 「Mod し ゃ ま る シ リ ー ズ」 ) , um grupo de Mole Mods desenvolvido para treinar agentes, cada um com uma "personalidade" diferente, conforme descrito por Shiori. Ela também trabalha como operadora para a Unidade de Jin e Mikumo e costumava ser a operadora da Unidade de Kazama. Ela tem 17 anos.
Unidade Mikumo
A Unidade Mikumo (三 雲 隊, Mikumo-tai ) Uma nova equipe formada por Osamu Mikumo (líder), Yūma Kuga, Chika Amatori e Hyuse. A Unidade foi formada porque Chika queria se juntar à Força de Expedição e procurar pelo irmão e amigo perdido de Chika, e porque Replica pediu a Osamu para dar a Yūma um novo objetivo. Osamu originalmente queria que Yūma fosse o capitão do time, mas Yūma só aceitou se juntar ao ramo Tamakoma com a condição de que Osamu fosse o capitão. Eles são atualmente o número 2 no ranking B-Rank.
Outros
Rindo Yotaro ( Hayashifuji Yotaro , Rindo Yotaro )
Dublado por: Megumi Urawa [8] (Japonês); Saffron Henderson (inglês)
O proclamado filho do Sr. Rindō. Ele freqüentemente diz coisas que não deveria, como pedir a Chika em casamento. Ele é mais tarde revelado como o príncipe do planeta caído conhecido como Aristera. Yotaro também tem uma capivara de estimação chamada Raijinmaru (雷神 丸), que também revelou ser o trigger da coroa do planeta. De acordo com os extras do Volume 3, ele tem a capacidade de efeito colateral de falar com os animais.
Sede
O Quartel General (本部, Honbu ) é o principal ramo da Border, liderado por Masamune Kido. É a base para a maioria das equipes da Fronteira.
Kido Masamune ( Kido Masamune , Kido Masamune )
Dublado por: Takuya Kirimoto [8] (Japonês); Gyles Merton (inglês)
O Líder da Fronteira, um homem amargo com um rosto cheio de cicatrizes que odeia todos os neighbor e queria eliminar Yūma e tirar dele o trigger Negro. De acordo com Shinoda, no entanto, ele era o mais próximo de Yūgo e mais comovido com sua morte, apesar de não ter mostrado isso. Ele tem 42 anos.
Masafumi Shinoda ( Masashi Shinoda , Shinoda Masafumi )
Dublado por: Takeshi Kusao [6] (Japonês); Scott Roberts (inglês)
O Gerente Geral e Comandante da Unidade de Autodefesa da Fronteira, que também é conhecido como o homem mais forte do Quartel-General com um trigger normal. Como Takumi, ele foi aluno de Yūgo e tem 33 anos.
Eizo Netsuki ( Eizo Netsuke , Netsuki Eizo )
Dublado por: Bin Shimada [8] (japonês); Hans Wackershauser (inglês)
O chefe de contramedidas da mídia, um homem de meia-idade de aparência frágil e nariz proeminente, que tende a ter acessos de nervos. Em situações de perigo é sempre o primeiro a entrar em pânico.
Motokichi Kinuta ( Kinuta Motokichi , Kinuta Motokichi )
Dublado por: Kōzō Shioya [8] (Japonês); Michael Dobson (inglês)
O Chefe de Desenvolvimento da Sede, um homem baixo e atarracado, de temperamento curto, mas também um grande amor pelos mais pequenos. Ele disse ter uma filha pequena. Ele tem 48 anos.
Karasawa Katsumi ( Katsumi Karasawa , Karasawa Katsumi )
Dublado por: Eiji Takemoto [8] (Japonês); Stewart Cummings (inglês)
O Gerente de Operações de Relações Exteriores , um cara calmo e recluso que prefere ouvir os outros. Ele é um negociador ávido que acredita que é possível negociar com qualquer pessoa, desde que você saiba o que ela quer. Ele tem 33 anos.
Kyōko Sawamura ( Kyoko Sawamura , Sawamura Kyōko )
Dublado por: Hōko Kuwashima [8] [9] (Japonês); Carol-Anne Day (Inglês)
Subordinado de Shinoda e conselheiro geral da Border. Ela é uma mulher temperamental que está irritada com o assédio sexual de Jin. Ela também admira Shinoda.
Border Teams
A-Rank
Unidade Tachikawa
A Unidade Tachikawa (太 刀 川隊, Tachikawa-tai ) é uma das equipes mais fortes da Border e a número 1 no ranking A-Rank. Seu emblema tem um desenho com uma lua crescente e três lâminas de espadas, dispostas diagonalmente em paralelo entre si.
Tachikawa Kei ( Kei Tachikawa , Tachikawa Kei )
Dublado por: Daisuke Namikawa [10] (Japonês); Michael Adamthwaite (inglês)
Kei é o líder da Unidade Tachikawa e aprendiz de Masafumi Shinoda. Ele é um indivíduo carismático e arrogante que gosta de provocar Shūji e também se mostra um bom estrategista. Ele é o agente nº 1 da Border, e dizem que ele é melhor na verdadeira esgrima do que Jin. Ele e Jin são rivais há muito tempo, e ele fica animado quando Jin volta a participar da Guerra de Classificação.
Izumi Kohei ( justiça de inundação , Izumi Kohei )
Dublado por: Kaito Ishikawa [11] (japonês); Chris Austman (inglês)
Kōhei é um membro da Unidade Tachikawa e um atirador imprudente, que pensa que explodir coisas é sempre a melhor opção (embora, felizmente, alguém esteja por perto para impedi-lo de fazer isso), o que lhe rendeu o apelido de "idiota bala" de Yōsuke Yoneya. Ele tem o hábito de combinar suas balas com outras mais fortes.
Takeru Yuiga ( Takashi Yuiga , Yuiga Takeru )
Dublado por: Tetsuya Kakihara (Japonês); Cole Howard (inglês)
Takeru é um membro da unidade Tachikawa e é um Artilheiro. Ele é filho do maior patrocinador de Border e tem uma personalidade muito narcisista. Ele pediu para ser colocado em uma unidade A-Rank, portanto, foi colocado na Unidade Tachikawa por Masamune Kido. No entanto, ele não tem muitas habilidades como um agente A-Rank. Izumi até disse que sua luta é desfavorável em comparação com muitos ranks B.
Kunichika Yuu ( Kunichika Yuzu 宇, Kunichika Yuu )
Dublado por: Umeka Shoji [9] (Japonês); Saffron Henderson (inglês)
Yuu é a operadora da Unidade Tachikawa, uma jovem com um sorriso brilhante e cabelo bagunçado. Ela gosta muito de videogames, já que costuma ser vista jogando com seus companheiros de equipe Izumi e Tachikawa. Se ela perde um jogo, ela chora.
Unidade Fuyushima
A Unidade Fuyushima (冬 島 隊, Fuyushima-tai ) é a equipe nº 2 no ranking A-Rank. Seu emblema é uma peça de xadrez de cavaleiro com chifre de unicórnio .
Shinji Fuyushima ( Shinji Fuyushima , Fuyushima Shinji )
Dublado por: Ryōtarō Okiayu (japonês); James Kirk (inglês)
Shinji é o capitão da Unidade Fuyushima e um Caçador. Ele não participou do ataque para pegar o trigger de Yūma. De acordo com Tōma, foi porque ele teve enjoo do mar.
Toma Isami ( Este verdadeiro Isamu , Toma Isami )
Dublado por: Mitsuo Iwata (Japonês); Bill Newton (inglês)
Isami é um Sniper e o Sniper nº 1 em toda a fronteira. Ele é um homem arrogante com um pompadour que gosta de provocar Tōru, o nº 02 Sniper. Ele, porém, é amigável e capaz de reconhecer um adversário forte. Ele foi orientado por Azuma.
Unidade Kazama
A Unidade Kazama (風 間 隊, Kazama-tai ) é a equipe nº 3 no ranking A-Rank, que subiu no ranking A-Rank graças ao efeito colateral de Shirō. Seu emblema é composto por um olho riscado.
Kazama Soya ( Kazama Aoi 也, Kazama Soya )
Dublado por: Hikaru Midorikawa [11] (Japonês); Vincent Tong (inglês)
O líder da Unidade Kazama, um atacante mais velho do que sua altura sugere. Ele é uma pessoa séria e objetiva, raramente mostra qualquer emoção, e também é muito orgulhoso. Ele tem 21 anos, apesar de ter apenas 1,58 m de altura.
Ryō Utagawa ( Ryo Utagawa , Utagawa Ryō )
Dublado por: Hiroaki Miura (japonês); Josh Friesen (inglês)
Um polivalente da Unidade Kazama. Ao contrário do estóico Sōya e do desbocado Shirō, ele é uma pessoa bastante gentil e amigável.
Shirō Kikuchihara ( Shiro Kikuchihara , Kikuchihara Shirō )
Dublado por: Hisayoshi Suganuma (Japonês); Zach LeBlanc (inglês)
Um atacante da Unidade Kazama. Ele é um garoto desbocado, com pouco respeito por aqueles que considera fracos e até mesmo por seus companheiros de equipe, e parece se considerar mais importante do que realmente é. Apesar disso, ele parece ser uma pessoa gentil, pois de acordo com o twitter oficial do World Trigger gosta de "amigos e camaradas". [12]
Mikami Kaho ( etapa da música de Mikami , Mikami Kaho )
Dublado por: Machiko Toyoshima (Japonês); Calista Schmidt (inglês)
O operador da Unidade Kazama, que substituiu Shiori nessa função. Ela é uma jovem garota com estilo de cabelo preto curto em um corte bob.
Unidade Kusakabe
A Unidade Kusakabe (草 壁 隊, Kusakabe-tai ) é a equipe nº 4 no ranking A-Rank. Seu único membro conhecido é Shun Midorikawa. Seu emblema é um galo com cabeça de dragão, com um desenho que parece uma coroa de louros atrás dele.
Midorikawa Shun ( Hayao Midorikawa , Midorikawa Shun )
Dublado por: Yukiko Morishita (japonês); Nick Wolfhard (inglês)
Midorikawa é um Atacante de 14 anos. Ele é um prodígio, tendo alcançado o Rank A em uma idade tão jovem, e conseguiu derrotar uma simulação de Neighbour em apenas 4 segundos em sua primeira tentativa. Ele se mostra arrogante e gosta de se exibir, até ser humilhado por Yūma após tentar humilhar Osamu, de quem ele tinha ciúme por ter sido recrutado para Tamakoma.
Unidade Arashiyama
A Unidade Arashiyama (嵐山 隊, Arashiyama-tai ) é a equipe nº 5 no ranking A-Rank. São conhecidos como "o rosto da Fronteira", devido às suas frequentes aparições na propaganda e material promocional da Fronteira. Por passarem muito tempo fazendo publicidade para o Border, muitos são considerados inferiores aos outros times de classificação A, embora isso tenha se mostrado falso. Seu emblema tem um desenho composto por 5 pequenos pentágonos pretos com um símbolo de estrela branca dentro de cada um, dispostos de forma a formar outro símbolo de estrela.
Arashiyama Jun ( Arashiyama Associate , Arashiyama Jun )
Dublado por: Nobuhiko Okamoto [7] (Japonês); Brad Swaile (inglês)
Jun é o líder da Unidade Arashiyama e um polivalente. Ele é uma pessoa carismática e divertida, e também um irmão mais velho amoroso de seu irmão Fuku (副) e sua irmã Saho (佐 補) , embora eles fiquem constrangidos por suas demonstrações abertas de afeto. Ele rapidamente torna-se amigo de Osamu e Yūma depois que eles salvam os alunos em sua escola, que incluem seus irmãos. Mais tarde, ele parabeniza Osamu por sua promoção e Yūma por ingressar na Border.
Kitora Ai ( Kitora índigo , Kitora Ai )
Dublado por: Kana Hanazawa [6] (Japonês); Maryke Hendrikse (inglês)
Ai é uma polivalente da Unidade Arashiyama que considera Osamu seu rival (embora ela negue isso). Ela é um membro da Unidade Arashiyama e uma criança prodígio, tendo ingressado na Border como um membro A-Rank durante seus dias de ensino médio. Ela está sempre tentando mostrar a Osamu que ela é melhor do que ele, embora Osamu não seja competitivo sobre isso. No entanto, ela tem um lado gentil e humilde e está disposta a ajudar qualquer pessoa que precise. Ela também parece estar interessada no crescimento de Osamu.
Tokieda Mitsuru ( Takashi Tokieda , Tokieda Mitsuru )
Dublado por: Yūta Kasuya [8] (Japonês); David A. Kaye (inglês)
Mitsuru é um menino com um corte tigela, um polivalente da Unidade Arashiyama. Ele é calmo e quieto, ao contrário de seus companheiros, e não fala muito a menos que tenha algo importante a dizer.
Satori Ken ( Satori Ken , Satori Ken )
Dublado por: Kota Nemoto (Japonês); Antony Kim (inglês)
Ken é o Sniper da Unidade Arashiyama, uma pessoa arrogante e pateta, mas amigável. Apesar de sua personalidade engraçada, ele é o único atirador capaz de disparar dois rifles simultaneamente sem perder a precisão.
Haruka Ayatsuji ( Haruka Ayatsuji , Ayatsuji Haruka )
Dublado por: Shiori Mikami (Japonês); Michelle Molineux (inglês)
Haruka é a Operadora da Unidade Arashiyama, uma garota bonita e inteligente com um corte tigela semelhante ao de Chika, mas um pouco mais longo e sem o topete.

## Mídia

### Mangá
World Trigger (ワールドトリガー, Wārudo Torigā, lit. Gatilho do Mundo), também conhecido pela forma abreviada WāTori (ワートリ), é uma série de mangá Japonesa escrita e ilustrada por Daisuke Ashihara.
Os capítulos individuais são coletados e publicados pela Shueisha, com vinte e oito volumes tankōbon lançados desde fevereiro de 2025.

#### Lista de Volumes
| N.º | Data de lançamento     | ISBN              |
| --- | ---------------------- | ----------------- |
| 1   | 4 de julho de 2013     | 978-4-08-870809-6 |
| 2   | 4 de setembro de 2013  | 978-4-08-870841-6 |
| 3   | 4 de dezembro de 2013  | 978-4-08-870863-8 |
| 4   | 4 de fevereiro de 2014 | 978-4-08-880029-5 |
| 5   | 4 de abril de 2014     | 978-4-08-880060-8 |
| 6   | 4 de junho de 2014     | 978-4-08-880131-5 |
| 7   | 4 de setembro de 2014  | 978-4-08-880177-3 |
| 8   | 3 de outubro de 2014   | 978-4-08-880195-7 |
| 9   | 5 de janeiro de 2015   | 978-4-08-880296-1 |
| 11  | 4 de junho de 2015     | 978-4-08-880368-5 |
| 12  | 4 de setembro de 2015  | 978-4-08-880463-7 |
| 13  | 4 de dezembro de 2015  | 978-4-08-880499-6 |
| 14  | 4 de março de 2016     | 978-4-08-880629-7 |
| 15  | 3 de junho de 2016     | 978-4-08-880687-7 |
| 16  | 2 de setembro de 2016  | 978-4-08-880777-5 |
| 17  | 2 de dezembro de 2016  | 978-4-08-880822-2 |
| 18  | 3 de março de 2017     | 978-4-08-881021-8 |
| 19  | 4 de dezembro de 2018  | 978-4-08-881740-8 |
| 20  | 4 de junho de 2019     | 978-4-08-881853-5 |
| 21  | 4 de dezembro de 2019  | 978-4-08-882150-4 |
| 22  | 4 de junho de 2020     | 978-4-08-882319-5 |
| 23  | 4 de fevereiro de 2021 | 978-4-08-882497-0 |
| 24  | 3 de dezembro de 2021  | 978-4-08-882770-4 |
| 25  | 2 de setembro de 2022  | 978-4-08-883173-2 |
| 26  | 2 de junho de 2023     | 978-4-08-883461-0 |
| 27  | 2 de mayo de 2024      | 978-4-08-883852-6 |
| 28  | 4 de fevereiro de 2025 | 978-4-08-884367-4 |